# ハシグロクロハラアジサシ

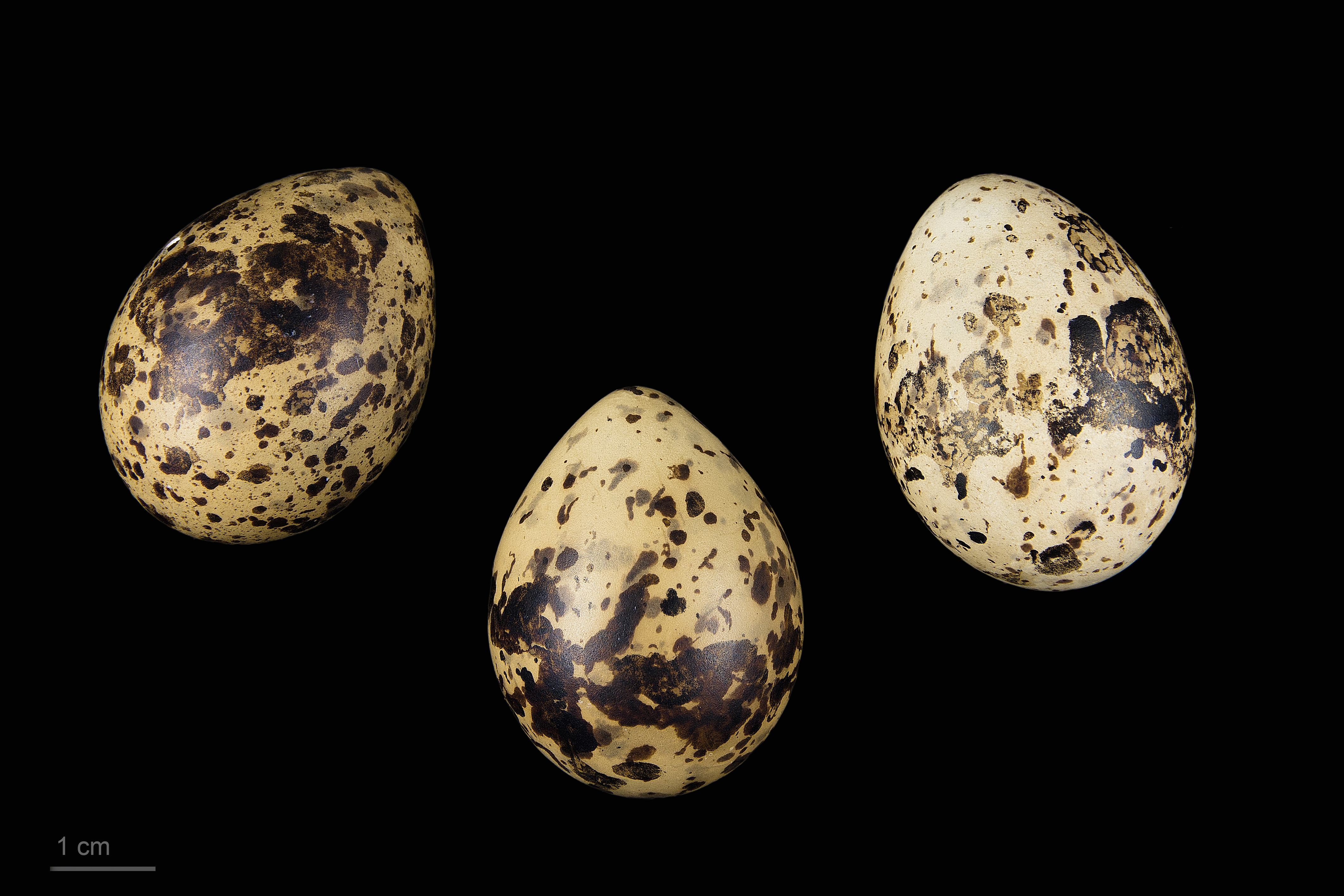
Chlidonias niger niger

ハシグロクロハラアジサシ（嘴黒黒腹鯵刺、学名：Chlidonias niger）は、チドリ目カモメ科に分類される鳥類の一種である。

## 分布
ヨーロッパ東部から西シベリアにかけての地域と北アメリカ中部で繁殖し、冬季はアフリカ、中央アメリカ南部から南アメリカ北部に渡りをおこない越冬する。
日本ではまれな旅鳥として、本州、四国、南西諸島で記録がある。ほとんどの記録が7月から10月にかけてのものである。

## 形態
全長約24cm。夏羽は頭部から腹にかけてが黒い。背と肩羽は灰黒色、腰と尾は灰色で、下尾筒は白色である。冬羽では後頭部が黒褐色の斑がある他は、頭部から腹にかけてが白くなり、体上面は灰色である。雌雄同色である。

## 生態
海岸や干潟、河川、内陸の湖沼に生息する。繁殖期は主に淡水域に生息するが、非繁殖期は海水域やその近辺にいることが多い。主な生態はハジロクロハラアジサシと似ている。

食性は動物食。小魚や昆虫類を捕食する。
繁殖形態は卵生。湿原や湖沼の浅瀬に水草やアシなどを積み上げて、いわゆる浮き巣を作る。地面に枯れ草などを敷いて営巣することもある。1腹2-4個の卵を産み、抱卵期間は14-16日である。抱卵は雌雄共同で行う。
鳴き声は「キー　キー」、「キュー　キュー」など。
左がハジロクロハラアジサシ、右下がクロハラアジサシ、右上ハシグロクロハラアジサシ